# 黑麦属
黑麦属（学名：Secale）是禾本科下的一个属，为多年生或一年生草本植物，最著名的為裸麥。